# Lac Preston
Lac Preston är en sjö i Kanada.   Den ligger i regionen Laurentides och provinsen Québec, i den sydöstra delen av landet, 90 km nordost om huvudstaden Ottawa. Lac Preston ligger 211 meter över havet. Arean är 7,7 kvadratkilometer. Den sträcker sig 7,8 kilometer i nord-sydlig riktning, och 2,2 kilometer i öst-västlig riktning.
I omgivningarna runt Lac Preston växer i huvudsak blandskog. Trakten runt Lac Preston är nära nog obefolkad, med mindre än två invånare per kvadratkilometer.